# Cernu (okręg Vâlcea)
Cernu – wieś w Rumunii, w okręgu Vâlcea, w gminie Vaideeni. W 2011 roku liczyła 231 mieszkańców.